# Галагида, Игорь
Игорь Галагида (пол. Igor Hałagida; 26 июля 1971, Голдап, Польша) — польский историк украинского происхождения, бывший научный сотрудник польского Института национальной памяти в Гданьске, профессор на историческом факультете Гданьского университета. Доктор хабилитованный.

## Биография
Родился в 1971 году в городе Голдап (Польша, Варминьско-Мазурское воеводство).
Закончил IV общеобразовательный лицей в городе Легница.
Высшее образование получил на историческом отделении Гданьского университета в 1996 году.
В 2000 году там же получил степень доктора (аналог кандидата наук). Тема его диссертации: "Украинцы на землях западной и северной Польши в 1947-1957 годах".
25 сентября 2008 года отмечен наградой «Memoria iustorum» за вклад в развитие польско-украинского диалога.
В 2009 году тоже в Гданьском университете получил степень хабилитированного доктора.
С 2001 по 2018 год — научный сотрудник гданьского филиала Института национальной памяти (IPN).
Специализируется преимущественно на истории XX века. Предметом его научных интересов являются: украинское меньшинство в Польше, польско-украинские отношения, история греко-католической церкви в Польше, история профсоюза "Солидарность".
Деятель Объединения украинцев в Польше.
Летом 2015 года получил звание профессора и был награжден Золотым Крестом за Заслуги.
Автор книг и статей. Под руководством Игоря Галагиды пишутся и защищаются дипломные работы студентов I (бакалавриат) и II (магистратура) ступени высшего образования.

## Избранные публикации
- Igor Hałagida (red.), «W starej i nowej ojczyźnie. Mniejszości narodowe w Gdańsku po II wojnie światowej», Gdańsk 1997.
- Drozd R., Igor Hałagida, «Ukraińcy w Polsce 1944—1989. „Walka“ o tożsamość (Dokumenty i materiały)», Warszawa 1999.
- Igor Hałagida, «Ukraińcy na Zachodnich i północnych ziemiach Polskich 1947—1957», Warszawa 2002 (rozprawa doktorska).
- Igor Hałagida (red.), «System represji stalinowskich w Polsce 1944—1956. Represje w marynarce wojennej», Gdańsk 2005.
- Igor Hałagida, «Prowokacja „Zenona“. Geneza, przebieg i skutki operacji MBP o kryptonimie „C-1“ przeciwko banderowskiej frakcji OUN i wywiadowi brytyjskiemu (1950—1954»), Warszawa 2005.
- Igor Hałagida, «„Szpieg Watykanu“. Kapłan greckokatolicki ks. Bazyli Hrynyk (1896—1977)», Warszawa 2008.
- Igor Hałagida, «NSZZ „Solidarność“ Regionu Słupskiego (19801990). t. 1: szkice do monografii», Gdańsk 2010.
- Igor Hałagida, «Odnowienie duszpasterstwa greckokatolickiego w Polsce 1956—1957. Dokumenty», Warszawa 2011 («Bazyliańskie Studia Historyczne», t. 1).
- Igor Hałagida (red.), «„Trzynastego grudnia roku pamiętnego…“. Internowani w stanie wojennym z powodów politycznych z województw bydgoskiego, elbląskiego, gdańskiego, słupskiego, toruńskiego i włocławskiego», Bydgoszcz Gdańsk 2011.
- Igor Hałagida, «NSZZ „Solidarność“ Regionu Słupskiego (1980—1990). t. 2: dokumenty Komitetu Wojewódzkiego PZPR i Służby Bezpieczeństwa», Gdańsk 2011.
- Igor Hałagida (red.), «Szkice z dziejów NSZZ „Solidarność“ na Pomorzu Nadwiślańskim i Kujawach (1980—1990)», Bydgoszcz Gdańsk 2012.
- Igor Hałagida, «Działania komunistycznych organów bezpieczeństwa przeciwko duchowieństwu greckokatolickiemu w Polsce (1944—1956). Dokumenty», Warszawa 2012 («Bazyliańskie Studia Historyczne», t. 2).
- Igor Hałagida, «Między Moskwą, Warszawą i Watykanem. Dzieje Kościoła greckokatolickiego w Polsce w latach 1944—1970», Warszawa 2013.